# Chassalia tricepa
Chassalia tricepa är en måreväxtart som först beskrevs av Henry Nicholas Ridley, och fick sitt nu gällande namn av Aaron Paul Davis. Chassalia tricepa ingår i släktet Chassalia och familjen måreväxter. Inga underarter finns listade i Catalogue of Life.